# Ex opere operato
Ex opere operato es una frase en latín que significa "de la obra realizada" y, en referencia a los sacramentos, significa que derivan su eficacia, no del ministro o del receptor (lo que significaría que la derivan ex opere operantis, que significa "de la actividad del agente"), sino del sacramento considerado independientemente de los méritos del ministro o del receptor. Según la interpretación ex opere operato de los sacramentos, cualquier efecto positivo no procede de su valía o fe, sino del sacramento como instrumento de Dios.
"Afirmar la eficacia ex opere operato significa estar seguro de la intervención soberana y gratuita de Dios en los sacramentos." Por ejemplo, en la confirmación el Espíritu Santo no es otorgado a través de la actitud del obispo ni de la persona que es confirmada, sino libremente por Dios a través de la instrumentalidad del sacramento. Para recibir los sacramentos con fruto, se cree necesario que el receptor tenga fe.

## Antigüedad
En la Antigüedad, la idea condujo a un cisma entre los cristianos donatistas. Los donatistas sostenían que "uno de los tres obispos que habían consagrado a Ceciliano era un traditor", y por lo tanto la consagración de Ceciliano era inválida. Además, sostenían "que la validez de tal acto dependía de la valía del obispo que lo realizaba" y Ceciliano y sus seguidores "respondieron que la validez de los sacramentos y de otros actos semejantes no puede hacerse depender de la valía de quien los administra, pues en tal caso todos los cristianos estarían en constante duda sobre la validez de su propio bautismo o de la Comunión de la que hubieran participado. "

## En la Iglesia católica
Según la enseñanza de la Iglesia católica Romana, para recibir los frutos de los sacramentos se requiere que la persona esté debidamente dispuesta. Esto significa que la eficacia de la gracia a través de los sacramentos no es automática. Debe haber, al menos en el caso de un adulto, una apertura para usar la gracia suficiente que está disponible en un sacramento. Cuando el destinatario está debidamente dispuesto, "los sacramentos son causas instrumentales de la gracia" 

### Sacramentales
La enseñanza de la Iglesia Católica Romana respecto a los sacramentales es que su eficacia proviene ex opere operantis Ecclesiae (es decir, de lo que el hacedor, la Iglesia, hace), no ex opere operato (de lo que se hace): es decir, como dijo el Concilio Vaticano II, "significan efectos, particularmente de tipo espiritual, que se obtienen por intercesión de la Iglesia". "No confieren la gracia del Espíritu Santo como los sacramentos, pero por la oración de la Iglesia nos preparan para recibir la gracia y nos disponen a cooperar con ella". Los sacramentales disponen al alma para recibir la gracia y pueden remitir pecados veniales cuando se usan con oración.

## En la Comunión anglicana
En el Comunión Anglicana, el principio de ex opere operato se condiciona a la digna recepción. El Artículo XXVI de los Treinta y Nueve Artículos (De la indignidad de los ministros, que no impide el efecto del Sacramento) establece que la administración de la Palabra (escritura) y los sacramentos no se hace en nombre del sacerdote o ministro y que la eficacia de los sacramentos de Cristo no es quitada, ni la gracia de Dios disminuida por la pecaminosidad del clero. Esto es porque los sacramentos tienen su eficacia debido a la promesa de Cristo a su iglesia.